# كريستوفر مالوني
كريستوفر مالوني (بالإنجليزية: Christopher Maloney)‏ هو مغن مؤلف أمريكي، ولد في 22 مارس 1969.

## وصلات خارجية
- الموقع الرسمي
- كريستوفر مالوني على موقع ميوزك برينز (الإنجليزية)